# Колковский сельсовет
Колковский сельсовет — административная единица на территории Петриковского района Гомельской области Республики Беларусь. Административный центр — агрогородок Колки.

## Состав
Колковский сельсовет включает 5 населённых пунктов:
- Броды — деревня
- Дуброва — деревня
- Зублище — деревня
- Колки — агрогородок
- Секеричи — деревня

Согласно переписи 2009 г. Население 773 чел. В том числе по национальностям: 740 белорусы, 26 русские, 5 украинцы, 1 армяне, 1 латыши,